# Мошки (Гдовский район)
Мошки — деревня в Гдовском районе Псковской области России. Входит в состав Добручинской волости Гдовского района.

## География
Расположена в междуречье Крапивенки (правого притока Плюссы), в 22 км к северо-востоку от Гдова и в 17 км к юго-востоку от волостного центра, деревни Добручи.

## Население
Численность населения деревни на 2000 год составляла 4 человека, по переписи 2002 года — 6 человек.

## История
До 1 января 2006 года деревня входила в состав ныне упразднённой Вейнской волости.